# Windfeln
Windfeln ist eine Hofschaft im Osten der bergischen Großstadt Solingen.

## Lage und Beschreibung
Windfeln liegt in Hanglage etwa 15 Meter unterhalb des Niveaus der Bundesstraße 229, der Remscheider Straße, die über Müngsten nach Remscheid führt. Von Solingen aus liegt Windfeln kurz vor den Serpentinen, durch eine Stichstraße erschlossen, in einem Waldgebiet oberhalb des Windfelner Bachs, der bei der Hofschaft Grunenburg in die Wupper mündet. Den Namen der Hofschaft trägt die unweit gelegene Windfelner Brücke, auf der die Züge der Eisenbahnstrecke zwischen Solingen und Remscheid verkehren.
Benachbarte Orte sind bzw. waren (von Nord nach West): Halfeshof, Eulswaag, Kirschberger Kotten, Felsenkeller, Schaberg, Krahenhöhe, Eick, IV. Feld und Meigen.

## Etymologie
Der Name des Ortes rührt vom Begriff Windhovele her. Abgekürzt bildete sich der Begriff Windfeln, der als windiger Hügel oder Höhenrücken gedeutet werden kann.

## Geschichte
Bereits im Jahre 1227 wurde urkundlich ein Godescalus de Windhuvele erwähnt. Im 17. Jahrhundert war die Hofschaft in Besitz der Johanniter, im Jahre 1715 ist der Ort in der Karte Topographia Ducatus Montani von Erich Philipp Ploennies als Windhöfel markiert. Nördlich davon, an der Stelle des heutigen Halfeshofes, befand sich der Windhöveler Hof. Die Topographische Aufnahme der Rheinlande von 1824 und die Preußische Uraufnahme von 1844 verzeichnen den Ort bereits als Windfeln. In der Topographischen Karte des Regierungsbezirks Düsseldorf von 1871 ist der Ort erneut als Windfeln verzeichnet.
Im 18. Jahrhundert gehörte der Ort zum bergischen Honschaft Dorp im Amt Solingen. 1815/16 lebten 78 Einwohner im Ort, 1830 waren es 88 Einwohner.
1832 gehörte Windfeln der Bürgermeisterei Dorp an. Der laut der Statistik und Topographie des Regierungsbezirks Düsseldorf als Hofstadt kategorisierte Ort besaß zu dieser Zeit elf Wohnhäuser, zwei Fabriken bzw. Mühlen und elf landwirtschaftliche Gebäude. Zu dieser Zeit lebten 81 Einwohner im Ort, allesamt evangelischen Glaubens.
Im Gemeindelexikon für die Provinz Rheinland werden 1885 19 Wohnhäuser mit 126 Einwohnern angegeben. Am 1. Januar 1889 wurde die Bürgermeisterei und Stadt Dorp mit Windfeln in die Stadt Solingen eingemeindet, wodurch Windfeln ein Ortsteil Solingens wurde. 1895 besitzt der Ort 20 Wohnhäuser mit 130 Einwohnern, 1905 14 Wohnhäuser und 127 Einwohner.

In der Hofschaft befinden sich einige Fachwerkhäuser des Bergischen Stils, darunter auch eine alte Häuserzeile bestehend aus mehreren Fachwerkgebäuden. Von den Bauwerken im Ort stehen seit 1984/1985 unter Denkmalschutz die Gebäude Windfeln 6, 15 und 17.

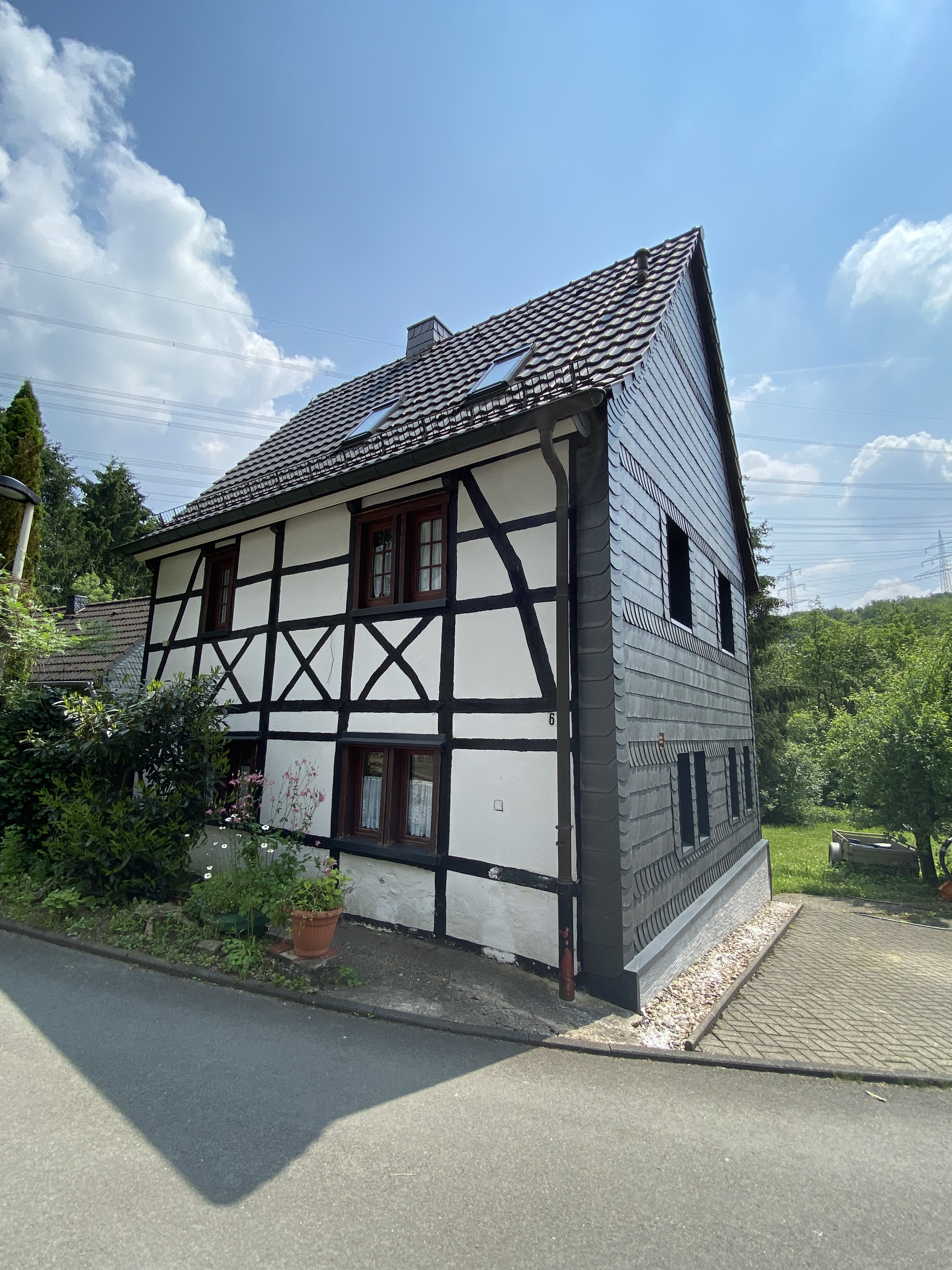
Windfeln 6
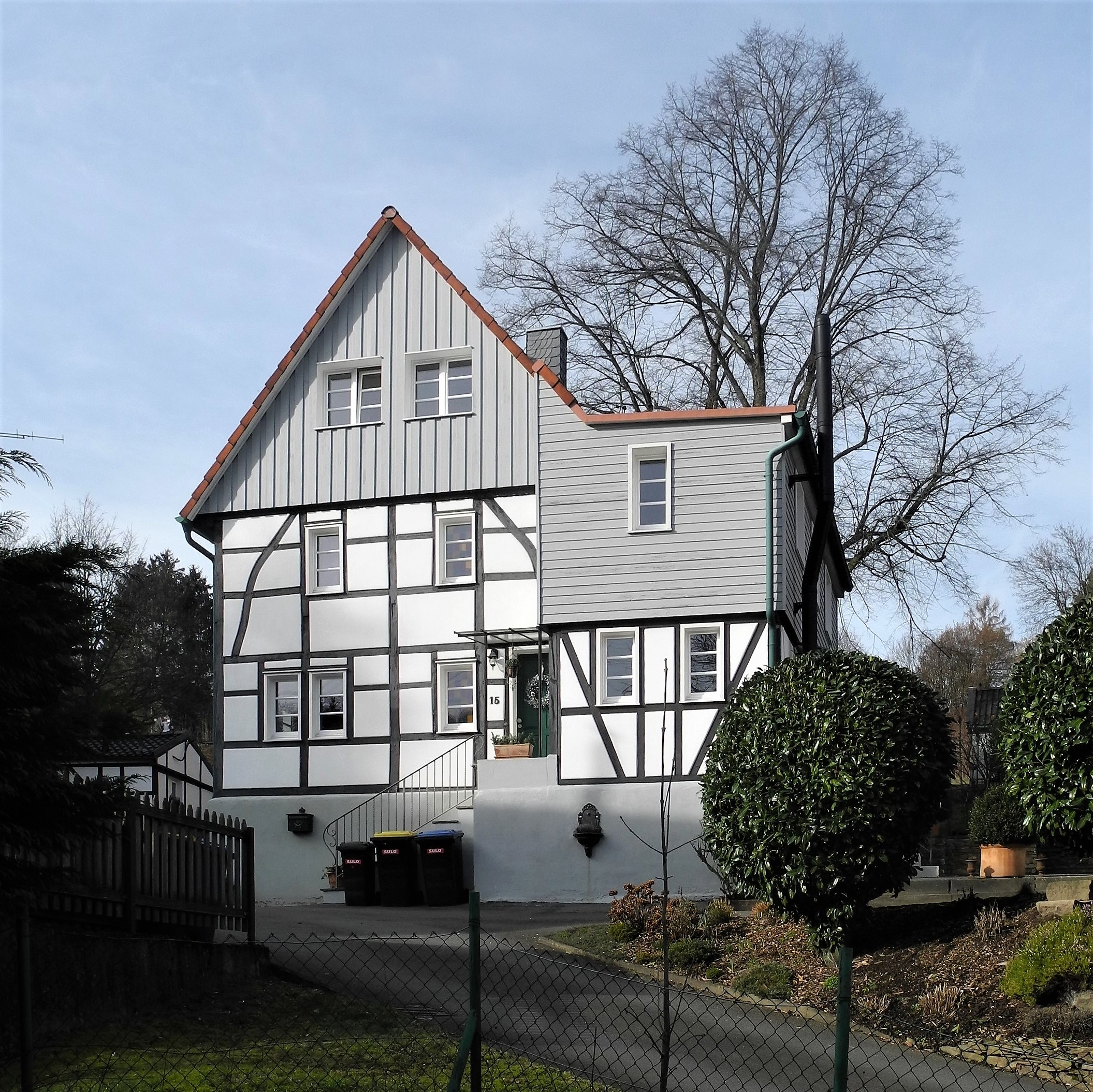
Windfeln 15
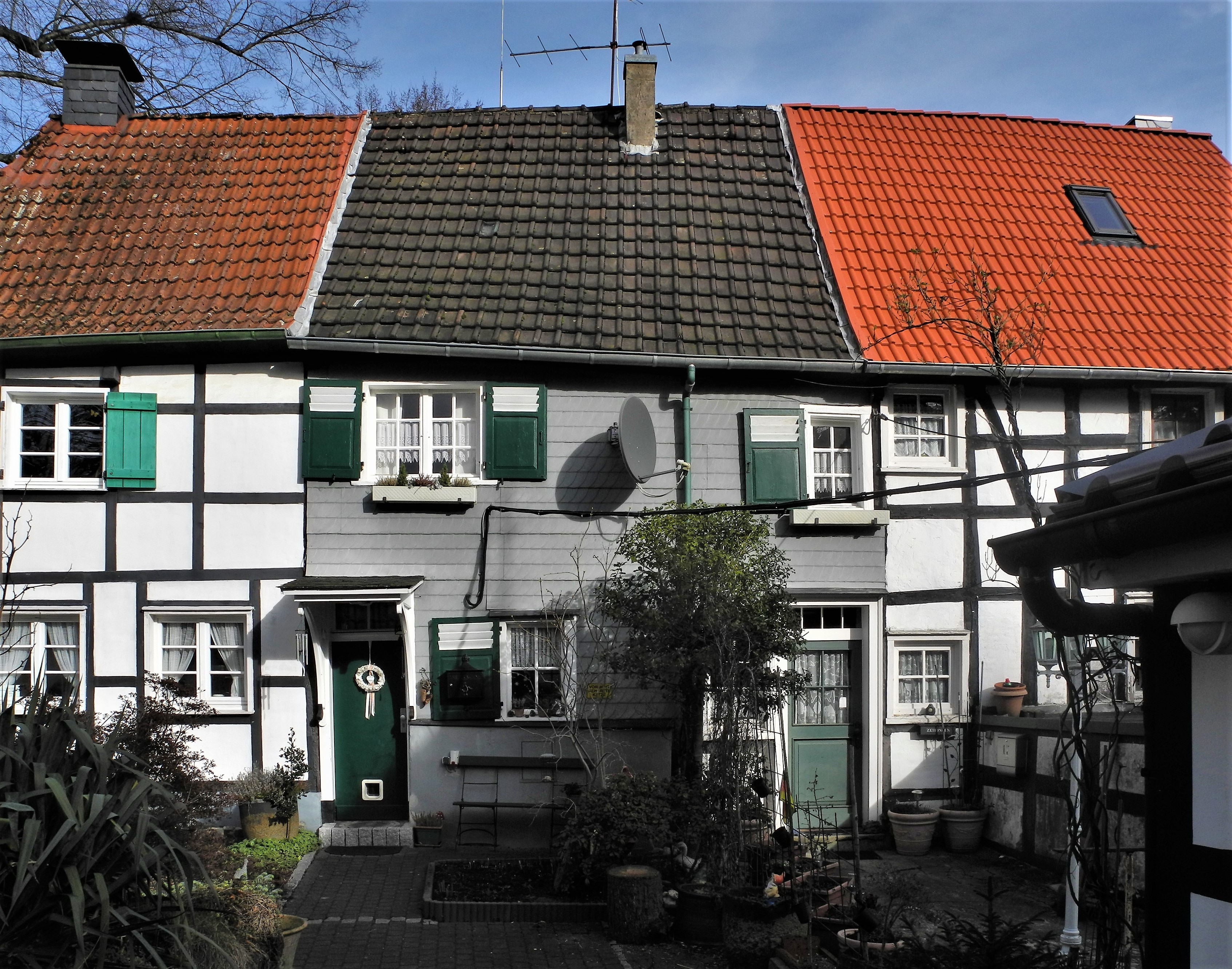
Windfeln 17, 18, 19